# Oak Hill (Alabama)
 Oak Hill, Alabama és una població dels Estats Units a l'estat d'Alabama. Segons el cens del 2000 tenia 37 habitants.

## Demografia
Segons el cens del 2000, Oak Hill tenia 37 habitants, 10 habitatges, i 9 famílies. La densitat de població era de 25,5 habitants/km².
Dels 10 habitatges en un 40% hi vivien nens de menys de 18 anys, en un 70% hi vivien parelles casades, en un 0% dones solteres, i en un 10% no eren unitats familiars. En el 10% dels habitatges hi vivien persones soles el 10% de les quals corresponia a persones de 65 anys o més que vivien soles. El nombre mitjà de persones vivint en cada habitatge era de 3,7 i el nombre mitjà de persones que vivien en cada família era de 3,78.
Per edats la població es repartia de la següent manera: un 27% tenia menys de 18 anys, un 10,8% entre 18 i 24, un 27% entre 25 i 44, un 32,4% de 45 a 60 i un 2,7% 65 anys o més.
L'edat mediana era de 30 anys. Per cada 100 dones hi havia 85 homes. Per cada 100 dones de 18 o més anys hi havia 125 homes.
La renda mediana per habitatge era de 31.250 $ i la renda mediana per família de 31.250 $. Els homes tenien una renda mediana de 33.750 $ mentre que les dones 0 $. La renda per capita de la població era de 7.659 $. Cap de les famílies estaven per davall del llindar de pobresa.

## Poblacions més properes
El següent diagrama mostra les poblacions més properes.